# Landgericht Inner-Bregenzer-Wald
Das Landgericht Inner-Bregenzer-Wald (auch als Landgericht Bezau bezeichnet) war ein von 1805 bis 1814 bestehendes bayerisches Landgericht älterer Ordnung mit Sitz in Bezau im heutigen österreichischen Bundesland Vorarlberg. Die Landgerichte waren im Königreich Bayern Gerichts- und Verwaltungsbehörden, die 1862 in administrativer Hinsicht von den Bezirksämtern und 1879 in juristischer Hinsicht von den Amtsgerichten abgelöst wurden.

## Geschichte
Da im Jahr 1805 das Bregenzerwald-Gebiet zum Königreich Bayern kam, wurde durch eine Verwaltungsneugliederung Bayerns das Landgericht Inner-Bregenzer-Wald errichtet. Dieses kam zum neu gegründeten Illerkreis mit der Hauptstadt Kempten.
Laut Königlich-Baierischem Regierungsblatt aus dem Jahr 1806 
enthält das Landgericht Inner-Bregenzer-Wald „...den Inner-Bregenzer-Wald, das Gericht Lingenau, das Gericht Mittelberg...“.